# Keselyűteknős
A keselyűteknős (Macrochelys temminckii) a hüllők (Reptilia) osztályába, a teknősök (Testudines) rendjébe, a nyakrejtő teknősök (Cryptodira) alrendjébe, az Eucryptodira alrendágba, a Polycryptodira kládba és az aligátorteknős-félék (Chelydridae) családjába tartozó faj.
Tudományos nevét Coenraad Jacob Temminck holland zoológusról kapta. Magyar nevét a német „Geierschildkröte” elnevezés után kapta, mely szó szerint keselyűteknőst jelent. Angol neve „alligator snapping turtle”.

## Előfordulása
Az Amerikai Egyesült Államok délkeleti részén, a Mississippi völgyében, attól nyugatra és keletre, valamint északra Indiana és Iowa államokig fordul elő. Zavaros vizű folyók és tavak, mocsaras területek lakója.

## Megjelenése
A legnagyobb édesvízi teknősfajok egyike. A hímek hátpáncélja akár 80 centiméteresre is megnőhet, testtömege elérheti a 113 kilogrammot, általában azonban kisebbek. A hímek sokkal nagyobbra nőnek a nőstényeknél.
Fűrészes szélű hátlemezén három hosszanti él húzódik, melyek miatt a hátpáncél felszíne hepehupás, csúcsos. A ma élő teknősök közt egyedülálló módon a nagy bordapajzsok és a szegélypajzsok közé beékelődik egy kisebb pajzs sor, ezek a szegélyfeletti pajzsok (supramarginalia), melyek száma általában három. Színe barna, zöldesbarna, de lehet szürke, vagy fekete is.
Haslemeze csökevényes, világos színű (rendszerint sárgás), és egy keskeny hídrésszel kötődik két oldalt a hátpáncélhoz.
Nagy feje zömök, az erős állkapcsok szarukávái, főleg  a fiatalabb példányok esetében csőrszerűen kampósak. A legerősebb harapással rendelkező teknős, és egyben a legerőteljesebb harapással bíró állatok egyike. Nyaka lényegesen rövidebb mint az aligátorteknősé, fejét szinte képtelen páncéljába visszahúzni, ezt a hiányosságát azonban remekül kompenzálja erőteljes állkapcsával, melyet jobb elkerülni.
|  |

Erős lábai éles karmokban végződnek. Farkuk hosszú, mérete elérheti a hátpáncél méretét is.

## Életmódja
Passzív vadász: nyitott szájjal, mozdulatlanul várakozik. Nyelvén egy kis, pirosas-rózsaszínes féregszerű nyúlvány található, amelyet mozgatni is képes (míg a teste mozdulatlan marad), ezzel csalogatja áldozatát. Mikor a gyanútlan préda beúszik az állkapcsok közé, azok hihetetlen gyorsasággal bezárulnak. Hegyes szarukávái biztosan tartják az elkapott áldozatot.
Főként halakkal táplálkozik, de békák, madarak, kisebb hüllők, más teknősök, rovarok, férgek és egyéb gerinctelenek is szerepelnek a táplálékai között. Jószerivel mindent megeszik ami beúszik az állkapcsai közé, vagy képtelen előle elmenekülni. Esetenként a dögöket is elfogyasztja.

## Szaporodása
Kis gödrökbe, vagy üregekbe rakja 9-52 darab tojását. 100-108 nap a tojások kelési ideje.

## Tartása

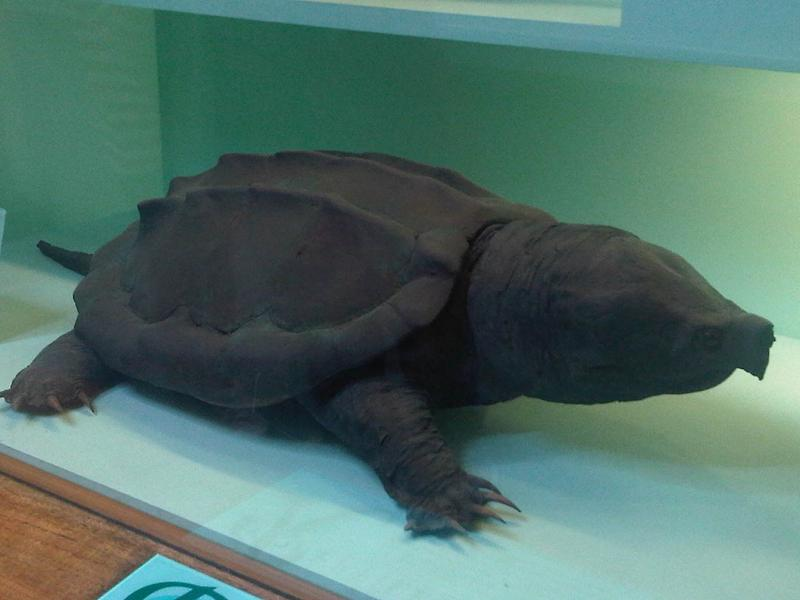
Kitömött példány

Fogságban való tartása nem nehéz feladat, sokban hasonlít az aligátorteknős tartásához (lásd az aligátorteknős esetében leírtakat). Bár viszonylag passzív állatok, a kifejlett egyedek helyigénye mégis tetemes. 25C° körüli vízhőmérséklet ideális a számukra. Mivel sokkal jobban alkalmazkodtak a fenéklakó életmódhoz, mint az aligátorteknősök, ezért szinte soha sem hagyják el a vizet, gyakorlatilag csak az ivarérett nőstények másznak ki a szárazföldre tojásrakás céljából, ezért terráriumukban nem is kell szárazulatot, napozóhelyet biztosítani. Az erős vízszűrés viszont elengedhetetlen, mivel folyamatosan kisebb-nagyobb cafatokban vedlik le elhalt hámsejtjeiket. Ha meg tudjuk oldani, az etetést inkább egy külön erre a célra fenntartott kisebb tartályban végezzük, így a túl gyakori vízcserét is elkerülhetjük. Táplálásuk megegyezik az aligátorteknősével. A világítás szintén elhanyagolható, ha azonban mégis ragaszkodunk hozzá, biztosítsunk egy sötét búvóhelyet az állat számára, ahová kedve szerint visszavonulhat. Viszont ez esetben számolnunk kell azzal a ténnyel, hogy a fejtetőn és  a hátpáncélon, valamint a farkon algák telepednek meg, ami sokat levon az állat díszértékéből, a víz zöldüléséről nem is beszélve. A keselyűteknőssel való bánásmódot lényegesen megkönnyíti az aligátorteknősénél sokkal rövidebb nyaka, azonban a szája körül így sem érdemes babrálni, hiszen harapása jóval erőteljesebb, mint a rokon fajé, egy nagyobb példány gond nélkül le tudja harapni egy felnőtt ember ujját. Késő tavasztól szeptember végéig akár szabadban is tartható. Semmi esetre se tegyük össze más fajokkal, mert esetenként saját fajtársukban is komoly kárt tehetnek. Két, azonos méretű keselyűteknős kellő megfigyelés után, megfelelő hely biztosításával együtt tartható, de nem ajánlott. E faj Magyarországon különösen veszélyes állatfajnak minősül, tartására csak állatkert vagy cirkuszi menazséria kaphat engedélyt.